# Friedrich Petersen

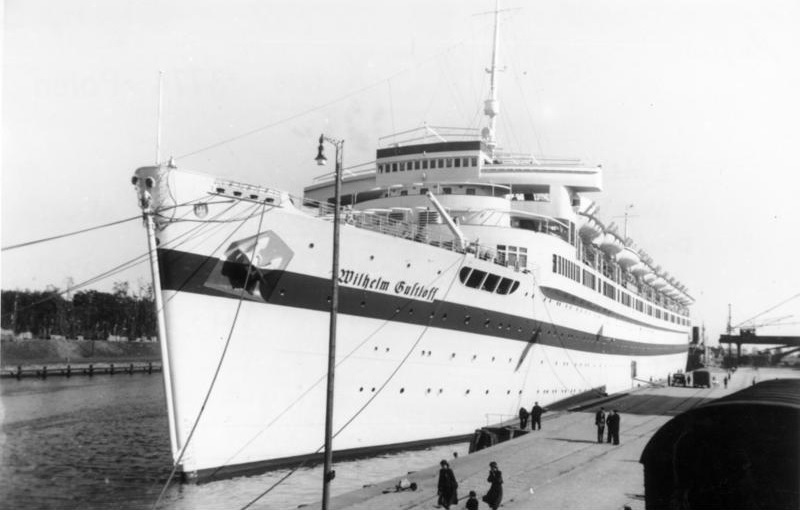
De Wilhelm Gustloff waarover Friedrich Petersen het bevel voerde

Friedrich Petersen (1878 - 1960) was een Duits kapitein tijdens de Tweede Wereldoorlog, die het bevel voerde over de Wilhelm Gustloff toen die getorpedeerd werd.
Op een cruise van Kraft durch Freude in 1938 overleed de kapitein van de Wilhelm Gustloff aan een hartinfarct en Friedrich Petersen nam het bevel op zich.
Nadat de Tweede Wereldoorlog begonnen was, namen de Britten hem krijgsgevangen. Vanwege zijn ouderdom kwam hij op erewoord vrij, nadat hij schriftelijk beloofd had, om nooit meer het bevel over een schip te voeren.
Friedrich Pedersen kreeg in februari 1944 toch opnieuw het bevel over de Wilhelm Gustloff, maar die lag in Gotenhafen voor anker als huisvesting voor de bemanningen van duikboten.
Toen de Wilhelm Gustloff het bevel kreeg om Duitsers te evacueren, behield hij het bevel. Friedrich Petersen kreeg aan boord onenigheid met korvetkapitein en militair bevelhebber, gewezen duikbootkapitein Wilhelm Zahn.  Zahn wilde in ondiep water, waar duikboten niet kwamen, snel varen om aan duikboten te ontsnappen, en dit zonder verlichting om niet opgemerkt te worden. Petersen zette zijn mening door en zocht diep water op omdat hij overladen was en omdat hij zeemijnen en aanvallen door vliegtuigen vreesde. Hij voer traag omdat de Wilhelm Gustloff bij een eerder bombardement beschadigd was geraakt. Toen een radiobericht binnenliep dat er Duitse mijnenvegers aankwamen, liet hij de navigatieverlichting aansteken om een botsing te vermijden.
Een sovjetduikboot zag de lichten en trof de Wilhelm Gustloff met drie torpedo's, zodat hij binnen een uur zonk. Petersen werd gered. Hij ging niet meer op zee en stierf in 1960.